# Coulonges-sur-Sarthe
Coulonges-sur-Sarthe ist eine französische Gemeinde im Département Orne in der Normandie. Sie gehört zum Arrondissement Alençon und zum Kanton Écouves.

## Geografie
Die Gemeinde Coulonges-sur-Sarthe liegt an der oberen Sarthe etwa 23 Kilometer nordöstlich von Alençon. Nachbargemeinden sind Bures im Norden, Bazoches-sur-Hoëne im Nordosten, La Mesnière im Osten, Buré im Süden, Saint-Julien-sur-Sarthe und Le Mêle-sur-Sarthe im Südwesten sowie Saint-Aubin-d’Appenai und Laleu im Westen.

## Einwohnerzahlen
| Jahr      | 1962 | 1968 | 1975 | 1982 | 1990 | 1999 | 2008 | 2018 |
| --------- | ---- | ---- | ---- | ---- | ---- | ---- | ---- | ---- |
| Einwohner | 409  | 501  | 538  | 511  | 468  | 457  | 494  | 529  |